# ناحیه راک کریک، شهرستان هنکاک، ایلینوی
ناحیه راک کریک (به انگلیسی: Rock Creek Township) یک منطقهٔ مسکونی در ایالات متحده آمریکا است که در شهرستان هنکاک، ایلینوی واقع شده‌است. ناحیه راک کریک ۲۱۲ متر بالاتر از سطح دریا واقع شده‌است.